# Bulbophyllum ngoyense
Bulbophyllum ngoyense là một loài phong lan thuộc chi Bulbophyllum.